# Oliver Reed
Robert Oliver Reed (Londra, 13 febbraio 1938 – La Valletta, 2 maggio 1999) è stato un attore britannico.
Attivo dalla fine degli anni cinquanta, vanta un'importante attività di caratterista in film d'avventura e horror della Hammer, tra cui spiccano le pellicole col regista Terence Fisher (Il mostro di Londra, Gli arcieri di Sherwood, L'implacabile condanna) tra il 1960 e il 1961. Fu uno dei protagonisti del cinema inglese degli anni sessanta grazie ai sodalizi con Michael Winner nei film Il complesso del sesso e I ribelli di Carnaby Street, entrambi del 1967, e soprattutto con Ken Russell in Donne in amore (1969) e I diavoli (1971), in cui Reed diede le sue interpretazioni più memorabili, mettendo il suo fisico e il suo volto sanguigno al servizio di ruoli sopra le righe.

## Biografia
Reed nacque a Londra nel sobborgo di Wimbledon, figlio secondogenito del giornalista sportivo Peter Reed e di Marcia Beryl Andrews. Aveva un fratello maggiore, David (1936) e un fratellastro Peter (1947). Era nipote del noto regista Sir Carol Reed e dell'attore e impresario teatrale Herbert Beerbohm Tree e cugino dell'attore David Tree. Amante della vita, delle donne e dei pub, dal 1959 al 1969 fu sposato con Kate Byrne, dalla quale ebbe un figlio, Mark. Dalla sua lunga relazione con la ballerina Jacqueline Daryl ebbe una figlia, Sarah. Nel settembre del 1985 si sposò con Josephine Burge, con cui visse fino alla morte.
Dopo aver svolto i lavori più disparati esordì al cinema lavorando in diversi classici del cinema dell'orrore prodotti dalla Hammer Film Productions, in cui interpretò ruoli da caratterista. Di questo suo primo periodo, si ricordano le pellicole Il mostro di Londra (1960) e L'implacabile condanna (1961), per la regia di Terence Fisher e Hallucination (1963) di Joseph Losey.
Reed diventò un attore di fama nel periodo della Swinging London degli anni sessanta, grazie ai ruoli nei film di Michael Winner quali Il complesso del sesso (1967), con Orson Welles, e I ribelli di Carnaby Street (1967). Diretto da suo zio Carol Reed, partecipò nel ruolo di Bill Sikes al musical di grande successo Oliver! (1968), candidato a 11 Premi Oscar e vincitore di miglior film e miglior regia nell'edizione degli Oscar 1969.
La sua carriera decollò definitivamente grazie al sodalizio professionale col regista Ken Russell con cui recitò nelle pellicole Donne in amore (1969), I diavoli (1971) e Tommy (1975). Nella sua produzione successiva, si ricorda il ruolo di Athos ne I tre moschettieri (1973) e nei due seguiti del 1975 e del 1989. Molto richiesto per la sua fisicità e l'aspetto burbero, continuò a partecipare, come nel periodo d'esordio, a pellicole horror, tra cui sono da ricordare Ballata macabra (1976) e Brood - La covata malefica (1979), quest'ultimo per la regia di David Cronenberg.
L'esistenza di Reed fu segnata dall'abuso di alcool; sono dozzine gli aneddoti, anche di colleghi del mondo del cinema, che ricordano situazioni ed eventi imbarazzanti e pericolosi causati dal suo alcolismo. Celebri alcune interviste televisive in cui l'attore si presentò visibilmente ubriaco, tra cui quella con Des O'Connor e con Johnny Carson durante il The Tonight Show (26 settembre 1975), nel corso della quale Shelley Winters gli versò un bicchiere d'acqua in testa, dopo che l'attore aveva affermato che le donne dovrebbero restare in cucina.
Reed morì per un improvviso attacco cardiaco all'età di 61 anni, per una scommessa con alcuni marinai a chi beveva di più durante una pausa nelle riprese del film Il gladiatore, in cui interpretava il ruolo di Proximo, a La Valletta, Malta, mentre si trovava in un bar chiamato The Pub. Da allora la proprietaria ha aggiunto la scritta Ollie's Last Pub (L'ultimo pub di Oliver) all'insegna. Alcune scene de Il gladiatore dove è presente il suo personaggio furono perciò completate usando tecniche di computer grafica.
Nei titoli di coda de il gladiatore è presente una dedica a Reed: "a Oliver Reed, nostro amico, che ci manca moltissimo".
La salma di Reed è stata inumata in Irlanda, nel Bruhenny Graveyard di Churchtown, contea di Cork.

## Filmografia

### Cinema

Marcello Mastroianni, Carole André e Oliver Reed in Mordi e fuggi di Dino Risi (1973)

- Io e il generale (The Square Peg), regia di John Paddy Carstairs (1958)
- Sotto coperta con il capitano (The Captain's Table), regia di Jack Lee (1959)
- Su e giù per le scale (Upstairs and Downstairs), regia di Ralph Thomas (1959)
- Life Is a Circus, regia di Val Guest (1960)
- La tortura del silenzio (The Angry Silence), regia di Guy Green (1960)
- Un colpo da otto (The League of Gentlemen), regia di Basil Dearden (1960)
- Il mostro di Londra (The Two Faces of Dr. Jekyll), regia di Terence Fisher (1960)
- Beat Girl, regia di Edmond T. Gréville (1960)
- Marinai, donne e Hawaii (The Bulldog Breed), regia di Robert Asher (1960)
- Gli arcieri di Sherwood (Sword of Sherwood Forest), regia di Terence Fisher (1960)
- Hello London, regia di Sid Smith (1960)
- Scambiamoci le mogli (His and Hers), regia di Brian Desmond Hurst (1961)
- Eri tu l'amore (No Love for Johnnie), regia di Ralph Thomas (1961)
- The Rebel, regia di Robert Day (1961)
- L'implacabile condanna (The Curse of the Werewolf), regia di Terence Fisher (1961)
- I pirati del fiume rosso (Pirates of Blood River), regia di John Gilling (1962)
- Gli spettri del capitano Clegg (Captain Clegg), regia di Peter Graham Scott (1962)
- Hallucination (The Damned), regia di Joseph Losey (1963)
- Il rifugio dei dannati (Paranoiac), regia di Freddie Francis (1963)
- Lama scarlatta (The Scarlet Blade), regia di John Gilling (1963)
- The System, regia di Michael Winner (1964)
- The Party's Over, regia di Guy Hamilton (1965)
- Il bandito di Kandahar (The Brigand of Kandahar), regia di John Gilling (1965)
- I cacciatori di lupi - I pionieri dell'ultima frontiera (The Trap), regia di Sidney Hayers (1966)
- Court Martial, nell'episodio La Belle France (1966)
- I ribelli di Carnaby Street (The Jokers), regia di Michael Winner (1967)
- La porta sbarrata (The Shuttered Room), regia di David Greene (1967)
- Il complesso del sesso (I'll Never Forget What's'isname), regia di Michael Winner (1967)
- Oliver!, regia di Carol Reed (1968)
- Take a Girl Like You, regia di Jonathan Miller (1969)
- Assassination Bureau (The Assassination Bureau), regia di Basil Dearden (1969)
- La straordinaria fuga dal campo 7A (Hannibal Brooks), regia di Michael Winner (1969)
- Donne in amore (Women in Love), regia di Ken Russell (1969)
- La signora dell'auto con gli occhiali e un fucile (The Lady in the Car with Glasses and a Gun), regia di Anatole Litvak (1970)
- I diavoli (The Devils), regia di Ken Russell (1971)
- Il giorno dei lunghi fucili (The Hunting Party), regia di Don Medford (1971)
- Il sanguinario (Sitting Target), regia di Douglas Hickox (1972)
- Un mondo maledetto fatto di bambole (Z.P.G.), regia di Michael Campus (1972)
- Triplo eco (The Triple Echo), regia di Michael Apted (1972)
- Mordi e fuggi, regia di Dino Risi (1973)
- Il giorno del furore (One Russian Summer), regia di Antonio Calenda (1973)
- Revolver, regia di Sergio Sollima (1973)
- I tre moschettieri (The Three Musketeers), regia di Richard Lester (1973)
- La perdizione (Mahler), regia di Ken Russell (1974)
- ...e poi, non ne rimase nessuno (And Then There Were None), regia di Peter Collinson (1974)
- Milady - I quattro moschettieri (The Four Musketeers), regia di Richard Lester (1974)
- I diavoli n. 2 (Blue Blood), regia di Andrew Sinclair (1974)
- Tommy, regia di Ken Russell (1975)
- Royal Flash - L'eroico fifone (Royal Flash), regia di Richard Lester (1975)
- Lisztomania, regia di Ken Russell (1975)
- Ballata macabra (Burnt Offerings), regia di Dan Curtis (1976)
- La spia senza domani (The Sell-Out), regia di Peter Collinson (1976)
- Il grande scout (The Great Scout & Cathouse Thursday), regia di Don Taylor (1976)
- Il principe e il povero (Crossed Swords), regia di Richard Fleischer (1977)
- Doppio colpo (The Ransom), regia di Richard Compton (1977)
- L'assassino della domenica (Tomorrow Never Comes), regia di Peter Collinson (1978)
- Marlowe indaga (The Big Sleep) di Michael Winner (1978)
- Adorabile canaglia (The Class of Miss MacMichael), regia di Silvio Narizzano (1978)
- Brood - La covata malefica (The Brood), regia di David Cronenberg (1979)
- A Touch of the Sun, regia di Peter Curran (1979)
- Dr. Heckyl and Mr. Hype, regia di Charles B. Griffith (1980)
- Il leone del deserto (Lion of the Desert), regia di Mustafa Akkad (1981)
- Condorman, regia di Charles Jarrott (1981)
- Venom, regia di Piers Haggard (1981)
- La stangata II (The Sting II), regia di Jeremy Kagan (1983)
- Clash of Loyalties, regia di Mohamed Shukri Jameel (1983)
- Fanny Hill, regia di Gerry O'Hara (1983)
- Spasms, regia di William Fruet (1983)
- Due come noi (Two of a Kind), regia di John Herzfeld (1983)
- Captive, regia di Paul Mayersberg (1986)
- Castaway, la ragazza Venerdì (Castaway), regia di Nicolas Roeg (1986)
- Gor, regia di Fritz Kiersch (1987)
- Master of Dragonard Hill, regia di Gérard Kikoïne (1987)
- Dragonard, regia di Gérard Kikoïne (1987)
- Skeleton Coast, regia di John Bud Cardos (1987)
- Battaglione di disciplina (The Misfit Brigade), regia di Gordon Hessler (1987)
- Altra Africa (Blind Justice), regia di Terence Ryan (1988)
- Le avventure del barone di Münchausen (The Adventures of Baron Munchausen), regia di Terry Gilliam (1988)
- Fuochi incrociati (Captive Rage), regia di Cedric Sundstrom (1988)
- Rage to Kill, regia di David Winters (1988)
- A un passo dalla morte (The Revenger), regia di Cedric Sundstrom (1988)
- Il mistero di casa Usher (The House of Usher), regia di Alan Birkinshaw (1989)
- Il ritorno dei tre moschettieri (The Return of the Musketeers), regia di Richard Lester (1989)
- Top model per uccidere (Hired to Kill), regia di Nico Mastorakis (1990)
- Panama Sugar, regia di Marcello Avallone (1990)
- Il pozzo e il pendolo (The Pit and the Pendulum), regia di Stuart Gordon (1991)
- Severed Ties, regia di Damon Santostefano (1992)
- Il commediante (Funny Bones), regia di Peter Chelsom (1995)
- Russian Roulette - Moscow 95, regia di Menahem Golan (1995)
- The Bruce, regia di Bob Carruthers e David McWhinnie (1996)
- Marco Polo (The Incredible Adventures of Marco Polo), regia di George Erschbamer (1998)
- Parting Shots, regia di Michael Winner (1999)
- Il gladiatore (Gladiator), regia di Ridley Scott (2000) - postumo

### Televisione
- Il Santo (The Saint) – serie TV, episodi 2x09-2x24 (1963-1964)
- It's Dark Outside – serie TV, 1 episodio (1965)
- Monitor: The Debussy Film – film TV (1965)
- R3 – serie TV (1965)
- Masquerade – serie TV, 1 episodio (1983)
- Black Arrow – film TV (1985)
- Cristoforo Colombo (Christopher Columbus) – miniserie TV (1985)
- La bella e il bandito (The Lady and the Highwayman) – film TV (1989)
- L'isola del tesoro (Treasure Island) – film TV (1990)
- Un fantasma a Montecarlo (A Ghost in Monte Carlo) – film TV (1990)
- Prigionieri dell'onore (Prisoner of Honor) – film TV (1991)
- Return to Lonesome Dove – miniserie TV (1993)
- Die Tunnelgangster von Berlin, regia di Menahem Golan – film TV (1996)
- Geremia il profeta (Jeremiah), regia di Harry Winer – film TV (1998)

## Doppiatori italiani
Nelle versioni in italiano delle opere in cui ha recitato, Oliver Reed è stato doppiato da:
- Glauco Onorato in Oliver!, Il giorno dei lunghi fucili, I tre moschettieri, I diavoli n. 2, Il principe e il povero, Venom, Il gladiatore
- Renzo Palmer in Hallucination, I diavoli, Ballata macabra, Marlowe indaga, Brood - La covata malefica
- Renato Mori ne Le avventure del barone di Münchausen, Il ritorno dei tre moschettieri, Geremia il profeta
- Pino Locchi ne L'implacabile condanna, Revolver
- Mario Bardella in Mordi e fuggi, Due come noi
- Giancarlo Maestri in Milady, Cristoforo Colombo
- Diego Reggente ne L'assassino della domenica, Top model per uccidere
- Sergio Graziani in Donne in amore
- Michele Kalamera in ...e poi, non ne rimase nessuno
- Massimo Foschi ne La spia senza domani
- Massimo Corvo ne Il leone del deserto
- Luciano De Ambrosis in Castaway, la ragazza Venerdì
- Sandro Iovino ne L'isola del tesoro
- Massimo Turci ne Gli arcieri di Sherwood
- Franco Zucca ne Il pozzo e il pendolo
- Paolo Ferrari in Prigionieri dell'onore